# Rest Home for Robots
Rest Home for Robots es una compilación de la banda Cornbugs, lanzado en 2005.
El álbum es una recopilación de canciones de los primeros tres álbumes que hizo la banda y que ahora están fuera de circulación, la banda le puso una nueva portada y el tecladista Travis Dickerson recopiló y remasterizó las canciones.

## Canciones
1. Lord Lawnmower - 2:54
2. Poker Face - 5:32
3. Brain Dead - 3:47
4. Zigzag N Scream - 0:14
5. Dust N Bones - 5:01
6. Ed Gein - 0:38
7. Buried Child - 4:30
8. Pigs Are People Too - 8:43
9. Spot The Psycho - 3:10
10. Pain Donkey - 4:12
11. Chance - 5:05
12. I Wanna Do It Again - 2:38
13. Old Bill - 4:06
14. Chicken & A Severed Hand - 1:28

Nota: La canción 14 no sale en la lista de la parte trasera del álbum.

## Créditos
- Buckethead - guitarrista
- Bill "Choptop" Moseley - Vocalista
- Pinchface - Percusión en ciertas canciones
- Travis Dickerson - Productor
- Eric Pigors - Portada del álbum